# Brunoy
Brunoy är en kommun i departementet Essonne i regionen Île-de-France i norra Frankrike. Kommunen ligger i kantonen Brunoy som tillhör arrondissementet Évry. År 2022 hade Brunoy 25 792 invånare. Kommunen ligger 20,6 km från Paris.

## Befolkningsutveckling
Antalet invånare i kommunen Brunoy
| Referens: INSEE |